# شفيق شامية
شفيق شامية (27 سبتمبر 1934 - 2 فبراير 1993)، هو مخرج أفلام مصري، مواليد عام 1934. حصل علي ليسانس كلية الآداب قسم اللغة الفرنسية عام 1958، ودبلوم الإخراج السينمائي من معهد الدراسات السينمائية العليا فرنسا. بعد عودته من فرنسا، عمل في التلفزيون المصري عام 1963 حيت أخرج عدد من الأفلام وقام بكتابة وترجمة عدد مقالات ودراسات سينمائية. توفي في 2 فبراير 1993.

## أفلامه
- 1971: حادثة شرف
- 1973: شمس وضباب
- 1988: الأسطى المدير
- 1988: آسف للإزعاج